# Siergiej Bołdyriew
Siergiej Władimirowicz Bołdyriew, ros. Сергей Владимирович Болдырев (ur. 6 marca?/18 marca 1890 w stanicy Bogojawlenskaja w Rosji, zm. 23 października 1957 w USA) – rosyjski wojskowy (pułkownik), emigracyjny publicysta kozacki, oficer Rosyjskiego Korpusu Ochronnego, a następnie głównego zarządu kozackiego przy sztabie Sił Zbrojnych Komitetu Wyzwolenia Narodów Rosji podczas II wojny światowej.

## Życiorys
W 1909 r. ukończył doński korpus kadetów, a następnie nikołajewską szkołę kawaleryjską. Służył jako chorąży w 1 pułku kawalerii Kozaków dońskich. Brał udział w I wojnie światowej. Był odznaczony Orderem Św. Jerzego. W 1916 r., po wyleczeniu od ciężkiej rany, został skierowany do służby w kozackiej szkoły wojskowej w Nowoczerkasku. W 1917 r. powrócił w stopniu podesauła do 1 pułku kawalerii Kozaków dońskich, obejmując dowodzenie 5 sotni. Pod koniec 1917 r. przybył nad Don, gdzie przystąpił do białych. Od stycznia 1918 r. w stopniu esauła walczył z bolszewikami w szeregach partyzanckiego oddziału. Następnie służył w wojskach marszowego atamana P. Ch. Popowa. W Nowoczerkasku wstąpił do straży przybocznej atamana gen. Piotra N. Krasnowa. Doszedł do stopnia pułkownika. Po ewakuacji wojsk białych z Krymu do Gallipoli w listopadzie 1920 r., zamieszkał w Paryżu. Wykonywał różne zawody, m.in. był kierowcą taksówki, pomocnikiem w studiu fotograficznym, robotnikiem w fabryce samochodów. Jednocześnie był autorem licznych artykułów o Kozakach w emigracyjnych pismach rosyjskich i kozackich, jak "Возрождение", "Часовой", "Иллюстрированная Россия", "Атаманский Вестник", "Станица", "Казачий Путь", "Родимый Край", "Общеказачий журнал", "Казачья Смена". W okresie II wojny światowej podjął współpracę z Niemcami. Służył jako oficer w Rosyjskim Korpusie Ochronnym. Pod koniec 1944 r. został przeniesiony do głównego zarządu kozackiego przy sztabie Sił Zbrojnych Komitetu Wyzwolenia Narodów Rosji, a następnie rozkazem gen. P. N. Krasnowa do niemieckiego sztabu generalnego jako oficer łącznikowy. Po zakończeniu wojny przebywał w niewoli francuskiej, z której został zwolniony w maju 1946 r. Następnie przebywał w obozach dla przesiedleńców w zachodnich Niemczech. W jednym z nich został wybrany atamanem i zaczął wydawać pismo "На Пикете". Od 1948 r. redagował "Казачий Исторический календарь". W grudniu 1950 r. przybył do USA, gdzie pracował fizycznie. Jednocześnie ponownie pisał artykuły na temat kozackiej historii i wydawał swój kalendarz. Krótko przed śmiercią wyszła jego książka-monografia o Kondratim Buławinie. Zmarł 23 października 1957 r. i został pochowany na cmentarzu w Lakewood pod Nowym Jorkiem.